# 马特·沃赫特
马修·沃尔特·“马特”·沃赫特（英語：Matthew Walter "Matt" Wachter，1976年1月5日—）是美国音乐人，因作为另类摇滚乐队30秒上火星和天使与电波的贝斯手而著名。

## 个人经历
沃赫特出生于宾夕法尼亚州波茨维尔。童年时期，他的大部分时光是在新泽西州波士顿与他的家人一起度过的。他小时候很活泼，参与了棒球、足球、游泳等体育运动，还参加了Space Academy举办的美国太空夏令营。五岁的时候，他对音乐产生了兴趣。五岁到八岁期间他尝试演奏多种不同的乐器，主要演奏钢琴和鼓。
高中时期，沃赫特对音乐的兴趣达到顶峰，大部分时间都在玩乐队。他说自己开始演奏贝斯，是因为他“想加入一个乐队，该乐队需要一个贝斯手。”他先前没有弹奏贝斯的经验，最接近的经历就是弹奏吉他。他认为金属乐队的贝斯手克利夫·伯顿启发了他弹奏贝斯的想法。
据传沃赫特曾在屠宰场工作，但他后来在一次采访中承认，当时为了让采访不那么沉闷，他和他的队友编造了这个故事。

## 音乐生涯

### 30秒上火星（2001年-2007年）
2001年，沃赫特加入了杰瑞德·莱托、香农·莱托、索伦·比克斯勒，成为了30秒上火星的一员。2003年，比克斯勒被托莫·米利塞维奇取代。
沃切特在演奏的时候经常“内八”，而且喜欢盯着自己的脚。他说，这样做可以让他专注地演奏，而不是因为粉丝分心。
在30秒上火星的早期，沃赫特抱怨过演出后会持续头痛，但他在舞台上并不会感到疼痛。去医院做过CT扫描后发现，他因为在舞台上频繁甩頭而引发了脑震荡。粉丝年鉴中写道，这使他的母亲鼓励他“像猫王一样摆动他的臀部”。从此乐队停止了甩头。
2006年，由于沃赫特的受伤，Forever Night, Never Day巡演的开头两场演出不得不推迟。他因为为自己的汽车更换大灯而弄伤了自己的手（或者如香农·莱托所说：“他一个人与一把剪刀待在一起。”沃赫特回答说：“一把剪刀和一个灯泡。 其余的我会留给你来想象。”）这让巡演推迟了两周。3月2日，乐队发布了新闻稿。
2007年3月1日，乐队在德克萨斯州埃尔帕索演出时，杰瑞德·莱托突然宣布这将是沃赫特在乐队里的最后一场演出。演出中，他将歌曲R-Evolve献给沃赫特。3月2日于德克萨斯州达拉斯的演出中，Tim Kelleher成为了乐队的替代贝斯手。

### 天使与电波（2007年-2014年、2018年-2019年）
在2007年4月23日Ryan Sinn退出了乐队后，沃赫特加入了天使与电波，代替Sinn成为了贝斯手。他后来被确认成为乐队的正式成员，并同天使与电波一起录制了他们的第二张专辑 I-Empire。2010年2月，乐队释出了第三张专辑Love，并在2011年释出后续专辑Love: Part Two。2014年6月24日，Tom DeLonge发布了一张沃赫特的照片，指出他打算专注于家庭生活，意图退出乐队。他同时指出“马特仍有可能在未来的某个时间以某种方式加入我们。”
2017年3月9日，Tom DeLonge在Instagram上发布了一段视频，视频中沃赫特正在弹奏贝斯，而DeLonge说他“一直在寻找[沃赫特]”。这让人们推断沃赫特已经回到天使与电波。DeLonge在2018年4月18日发布的两个帖子，确认了沃赫特和吉他手David Kennedy已经回到天使与电波，并会出现在下一张专辑中。2019年5月乐队发布了新的歌曲Rebel Girl，但是，沃赫特并没有出现在宣传照片和官方Facebook列出的成员名单里。乐队和沃赫特都还没有就退出一事发出任何声明。

### 其他作品
沃赫特偶尔会担任电台节目Get the Fuck Up（GTFU）的嘉宾主持。这个电台节目是由他的两个朋友Aaron Farley和Jeremy Weiss主持的，是洛杉矶电台Little Radio （页面存档备份，存于）上的节目。
在2009年年中，沃赫特为Street Drum Corps将在2010年发行的专辑中的所有歌曲录制了贝斯。

## 个人生活
沃赫特是一个狂热的波士顿红袜队球迷。他也是一个狂热的游戏迷，喜欢著如GameCube，PS2，任天堂，Xbox，和PlayStation等游戏主机。沃赫特自称热爱身体艺术，并称自己拥有超过20处纹身，其中包括腹部的Rock-n-Roll字样，胸肌处的两只燕子，右臂上一处带翅膀的炸弹，和右侧一处刀刃图案的纹身，上面写着拉丁文。这些纹身都是由宾夕法尼亚州费城的Olde City Tattoo艺术家Josh Hoffman完成的。他的两只脚上还分别纹有Dia De Los Muertos，亦称亡灵节骷髅头，以及在众多不同的位置还有纹身。沃赫特在他的右腿上还纹有一只鹿头，他在日本旅游的时候获得了这处纹身。在他的右臂内侧纹有黄蜂，这提醒他对黄蜂过敏。此外，在他的胸口纹有一个上锁的心，其中写了他妻子的名字Libby。
2009年5月14日，马特和Libby（原姓Lawson）迎来了他们的第一个孩子的出世，取名为Sailor Mae Wachter。

## 作品列表
| 标题               | 释出年份 | 标签                 | 带         |
| ------------------ | -------- | -------------------- | ---------- |
| 《美丽的谎言》     | 2005年   | Immortal/维京唱片    | 30秒上火星 |
| 《I-Empire》       | 2007年   | 格芬唱片             | 天使与电波 |
| 《Love》           | 2010年   | 自发行               | 天使与电波 |
| 《Love, Part Two》 | 2011年   | To The Stars Records | 天使与电波 |